# Сообщение о похищении
Сообщение о похищении  (исп. Noticia de un secuestro) — документальная книга колумбийского писателя Габриэля Гарсиа Маркеса. В странах СНГ повесть также выходила под названием «Известие о похищении» и «История похищения».

## Предисловие
Вот что пишет автор в предисловии к произведению:
Я буду вечно благодарен главным героям этой книги и всем, кто мне помогал, за то, что они не позволили предать забвению эту бесовскую драму, представляющую собой, к сожалению, лишь эпизод того библейского холокоста, в который Колумбия погружается уже двадцать лет. Всем им, а вместе с ними всем колумбийцам — невинным и виновным, — я посвящаю эту книгу в надежде, что описанные в ней события никогда больше не повторятся.

## Сюжет
Произведение описывает историю похищения колумбийской журналистки Марухи Пачон преступным Медельинским картелем. Жестокость и беспощадность похитителей, отчаяние похищенных, попытки бегства, убийства и детектив, — всё это отражено в повести, буднично и реалистично.
В Боготе был вечер, пять минут восьмого. Маруха садится в свою машину и даёт указание шофёру ехать домой. Желтое такси и «мерседес» держались почти вплотную за машиной Марухи. Как только начался крутой подъём, желтое такси вырвалось вперед и подрезало автомобиль Марухи, прижав его к левому тротуару. Шоферу пришлось резко затормозить, чтобы избежать удара. Почти в ту же секунду в багажник уперся передок «мерседеса».
Трое выскочили из такси и окружили машину Марухи. Под угрозой оружия Маруху и её свояченицу Беатрис пересадили в другую машину. Так началась эта история похищения. Вначале их успокоили: «Вы нам нужны, чтобы передать одно послание. Через несколько часов вернетесь домой.» Но в действительности похищение, состоявшееся 7 ноября 1990 года, растянулось на долгие годы.
В плену похищения Маруха встречает Марину Монтойя, пропавшую 2 месяца назад; её уже считали погибшей. Её брат, дон Эрман Монтойя, когда-то руководил президентской канцелярией и пользовался большим влиянием в правительстве Вирхилио Барко.
Первым из родственников о похищении узнал муж Беатрис, доктор Педро Герреро. Когда он вёл лекцию, его отвлёк звонок офицера полиции, сухим профессиональным тоном спросивший, знает ли он Беатрис. Получив ответ, что это его жена, офицер подбодрил как мог собеседника, но сообщил ему печальную весть.
Журналист Эрнан Эступиньян из «Национальных новостей», узнал о похищении от своего друга из «Фосине», и вскоре экстренный выпуск сообщил: «Генеральный директор «Фосине», донья Маруха Пачон де Вильямисар, супруга известного политика Альберта Вильямисара, а также его сестра, Беатрис Вильямисар де Герреро, похищены сегодня в семь тридцать вечера».
Альберто Вильямисар, муж Марухи Пачон и брат Беатрис, находясь в каких-нибудь двухстах метрах от перекрестка, где было совершено нападение, узнал обо всем от позвонившего ему привратника.
Альберто Вильямисар был генералом, приближенным к Президенту. В стране шла жестокая война против наркоторговцев, делавших немалые деньги на этом. Война шла с переменным успехом, и Вильямисар, инициировавший ряд законов против наркоторговли, был постоянной мишенью: он однажды чудом выжил после покушения. Наркоторговцы в штыки приняли новый закон об экстрадиции, по которому они могли быть выданы Соединённым Штатам, где к ним будет совсем другое отношение, нежели в Колумбии.
...В этой беспрецедентной веренице похищений первое случилось 30 августа.  Первой жертвой стала Диана Турбай, главный редактор теленовостей «Криптон» и столичного журнала «Ой пор ой», дочь бывшего президента страны и лидера либеральной партии Хулио Сесара Турбая. Вместе с ней исчезли четыре члена её команды: ответственный редактор Асусена Льевано, редактор Хуан Витта, телеоператоры Ричард Бесерра и Орландо Асеведо, а также осевший в Колумбии немецкий журналист Хэро Бусс. Всего шестеро.
Через девятнадцать дней после загадочного исчезновения группы Дианы Турбай была похищена Марина Монтойя.
Через четыре часа после похищения Марины Монтойя на одной из кривых улочек квартала Лас-Фериас, в западной части Боготы, неизвестный джип и «Рено-18» с двух сторон блокировали автомобиль Франсиско Сантоса, главного редактора «Тьемпо». И он также стал пленником Подлежащих Экстрадиции.
В декабре бандиты освободили нескольких пленников, вселив некоторую надежду в сердца героев повести. Но в январе бандиты, увидев, что правительство не реагирует должным образом, начали убивать заложников, и первой их жертвой стала Марина Монтойя. На следующее утро, в четверг 24 января, тело Марины Монтойя было обнаружено на одном из пустырей севернее Боготы.
Вскоре стало известно о гибели главарей банды братьев Приско — Давида Рикардо и Армандо Альберто, — обвиняемых в убийстве семи политических лидеров за последние годы и организации ряда похищений, в том числе, Дианы Турбай с коллегами. В крайне жесткой форме Подлежащие Экстрадиции заявили, что Давид Рикардо убит не в бою, а застрелен полицией на глазах у малолетних детей и беременной жены. 
Они сообщили, что с интервалом в восемь дней двое заложников будут расстреляны и что первый приказ уже отдан в отношении Марины Монтойя. Известие ошеломило всех, ибо считалось, что Марина погибла еще в сентябре, сразу после похищения.
Альберто Вильямисара охватило смятение. Кто будет следующим: Диана? Пачо? Маруха? Беатрис? Ричард? Такую лотерею смерти он и представить себе не мог. В отчаянии он позвонил Президенту Гавирия и потребовал остановить полицейские операции. Президент отказался.
Вскоре полиции удалось освободить ряд заложников, не находившихся в одном месте с Марухой, но при этом погибла одна из заложниц — Диана Турбай.
На следующий день в семь часов утра президент сам позвонил Альберто и признался, что «это был жуткий день для всех нас...»
Беатрис освободили 2 февраля следующего года. После этого Гидо Парра, опьяненный первыми успехами в переговорах, объявил Вильямисару, что освобождение Марухи — вопрос ближайших трех дней. Вильямисар передал эту новость Марухе через газеты, радио и телевидение. Однако время шло, а никаких признаков освобождения не было.
...Увидев по телевизору похороны Дианы и эксгумацию Марины Монтойя, Пачо Сантос пришел к выводу, что иного выхода, кроме побега, у него нет. Бежать однако ему не удалось, и он был освобождён ещё позже Марухи.
А Маруху Пачон удалось освободить только в мае, благодаря участию в переговорах священника. Подлежащие Экстрадиции выторговали себе выгодные условия сдачи...